# Hamburger Markuspassion
Die Hamburger Markuspassion ist eine Vertonung der Passion nach Markus, die wohl um 1702 entstand. Der Komponist ist nicht zweifelsfrei identifiziert; als wahrscheinliche Kandidaten wurden Reinhard Keiser, dessen Vater Gottfried Keiser sowie Friedrich Nicolaus Bruhns genannt. Besondere Relevanz erhält das Werk, da es nachweislich mehrfach durch Johann Sebastian Bach aufgeführt wurde. Es darf nicht mit Bachs eigener Markuspassion BWV 247 verwechselt werden.